# Dorota Pojda-Wilczek
Dorota Pojda-Wilczek – polska okulistka, profesor nauk medycznych.

## Życiorys
Pochodzi z Katowic. Ukończyła z wyróżnieniem VII LO w Katowicach. Dyplom lekarski z wyróżnieniem zdobyła w 1990 roku na Śląskiej Akademii Medycznej (od 2007 roku Śląski Uniwersytet Medyczny) i na tej uczelni została zatrudniona w 1991 roku w charakterze pracownika naukowo-dydaktycznego. Posiada I i II stopień specjalizacji w zakresie okulistyki. Jest mężatką, ma dwoje dzieci.
Stopień doktorski uzyskała w 1999 roku na podstawie pracy "Wzbudzona korowa odpowiedź wzrokowa u potomstwa rodziców żyjących w środowisku skażonym ołowiem - badania kliniczne i doświadczalne" (promotor: Stefan Pojda). Habilitowała się w 2012 roku na podstawie oceny dorobku naukowego i pracy pod tytułem "Czynność narządu wzroku u dzieci z wczesnym uszkodzeniem mózgu". W 2019 roku został jej nadany tytuł naukowy profesora nauk medycznych.
Od 2000 roku była adiunktem w Katedrze Okulistyki. Od lutego 2019 r. jest zatrudniona na stanowisku profesora nadzwyczajnego ŚUM. Pracuje na Odcinku II Kliniki Okulistyki Dorosłych w Uniwersyteckim Centrum Klinicznym im. Prof. K. Gibińskiego w Katowicach. Od 1992 roku należy do Polskiego Towarzystwa Okulistycznego (sekcja retinologiczna, jaskry, neurookulistyki i elektrofizjologii klinicznej, chorób rogówki i powierzchni oka, zapobiegania ślepocie i rehabilitacji słabowidzących), a od 2000 roku należy także do European Association for Vision and Eye Research.
Swoje prace publikuje w czasopismach krajowych i zagranicznych, m.in. w Klinice Ocznej, Vision Research, Documenta Ophthalmologica. Zainteresowania kliniczne i badawcze D. Pojdy-Wilczek dotyczą m.in. elektrofizjologii narządu wzroku i neurookulistyki (w tym: wzrokowe potencjały wywołane, elektrookulogram), diagnostyki i leczenia zaburzeń widzenia oraz rozwoju widzenia.